# 岡田祥吾
岡田 祥吾（おかだ しょうご、1991年2月6日 - ）は、日本の実業家。
大阪府出身。父は専門商社経営の実業家。東海大学付属仰星高等学校、大阪大学工学部卒業。大学在学中にアメリカ合衆国へ1年間留学し、シアトルやサンフランシスコに滞在。サンフランシスコではホテルのインターンシップの臨時職員をしていたこともある。卒業後、マッキンゼー・アンド・カンパニー・インコーポレイテッド・ジャパンに入社。同社在職中はプレゼンテーション力を向上させることを心がけたと云う。退職し起業する際、当初は『家事代行サービス業』を思い立ち資金集めの売り込みを図るも、ことごとく「面白くねえな」と一蹴される。こうした状況を受け『英語』に的を絞った事業立ち上げを考え、2016年に英語コーチングサービスである「プログリット」を創業。「人の力とテクノロジーの力を融合させ、 英語学習に革新を。」を旗印に事業を拡大、2022年9月に東京証券取引所グロース市場への上場を果たした。